# Hugo Ayala
Pour les articles homonymes, voir Ayala.
Hugo Ayala, né le 31 mars 1987 à Morelia, est un footballeur international mexicain qui évolue au poste de défenseur central.

## Biographie

### Club Atlas
Hugo Alaya commence sa carrière professionnelle au sein du Club de Fútbol Atlas. Il joue son premier match en 2006 contre le Deportivo Guadalajara. Malgré une défaite 3 buts à 1, Alaya devient un joueur régulièrement utilisé lors de remplacements pour le reste de la saison.

### Tigres UANL
Il rejoint les Tigres en 2010.

## Carrière internationale
Il inscrit son premier but avec le Mexique le 1er février 2018 lors d'une victoire 1 à 0 contre la Bosnie-Herzégovine en match amical.

## Palmarès

### En club

#### Tigres UANL
| - Ligue des champions de la CONCACAF (1) - Vainqueur : 2020 - Membre de l'équipe type : 2020 | - Championnat du Mexique (5) - Champion : ouv. 2011, ouv. 2015, ouv. 2016 et ouv. 2017 et clôt. 2019 - Membre de l'équipe type : 2015 et 2017 - Supercoupe du Mexique (3) - Vainqueur : 2016, 2017 et 2018 - Campeones Cup (1) - Vainqueur : 2018 |

## Distinctions personnelles
2011
- Meilleur défenseur central du tournoi de clôture du championnat du Mexique